# آرثر كريستيانسن
آرثر كريستيانسن (بالنرويجية البوكمول: Arthur Kristiansen)‏ هو لاعب هوكي الجليد نرويجي، ولد في 18 يوليو 1923 في أوسلو في النرويج، وتوفي في 7 يوليو 2001.

## وصلات خارجية
- آرثر كريستيانسن على موقع EliteProspects.com (الإنجليزية)
- آرثر كريستيانسن على موقع اللجنة الأولمبية الدولية (الإنجليزية)
- آرثر كريستيانسن على موقع أوليمبيديا (الإنجليزية)